# 理查德·科爾貝克

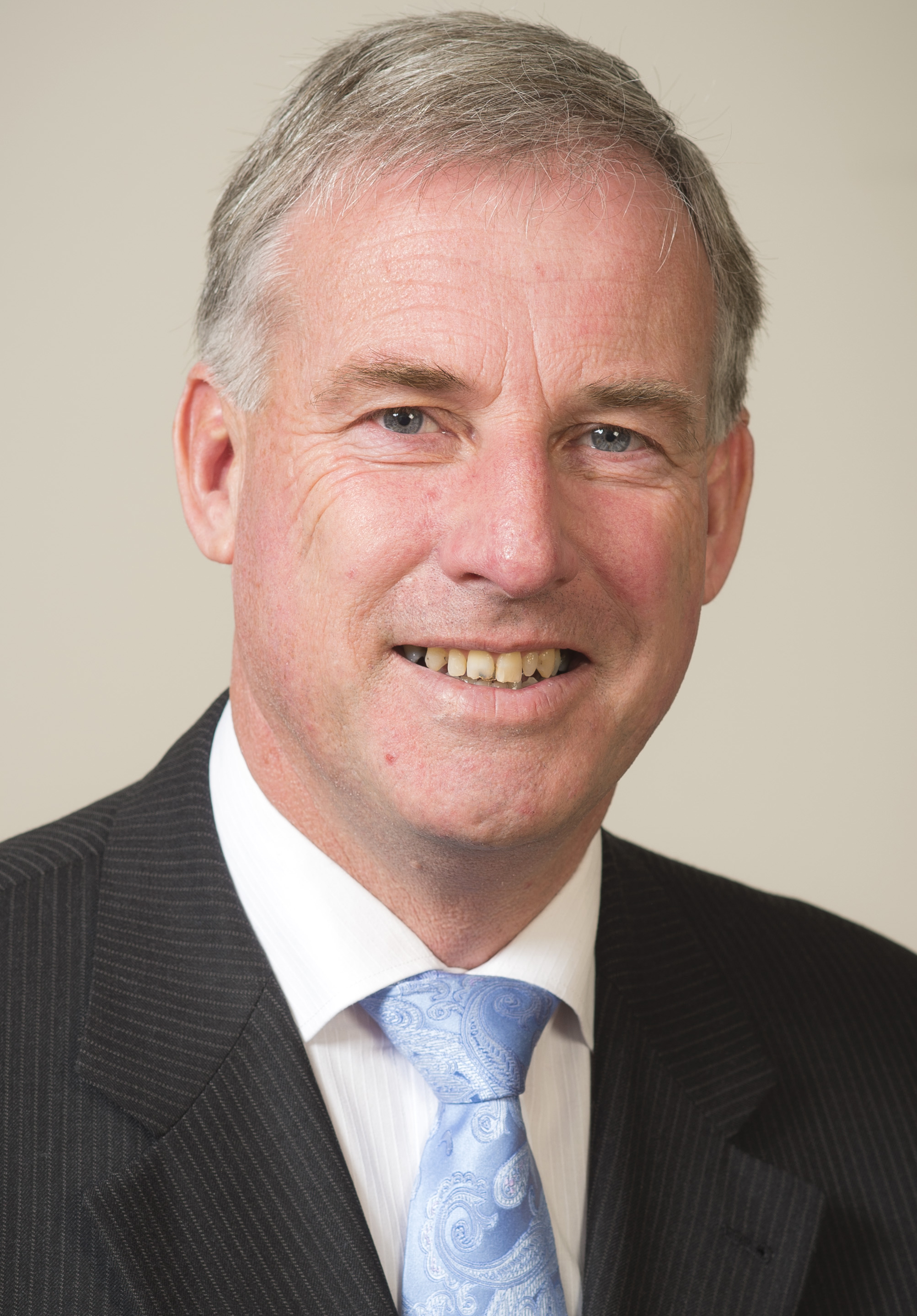

理查德·曼塞尔·科尔贝克（英語：Richard Mansell Colbeck；1958年4月5日—）是一位澳洲政治人物，他的黨籍是澳洲自由黨。自2002年開始，他是代表塔斯馬尼亞州的澳大利亞參議院議員之一。2015年開始，他擔任澳洲貿易和投資部長及觀光和國際教育部長等職務，現任體育部及老年部部長。